# Transdifferentiatie
Met transdifferentiatie wordt het verschijnsel uit de biologie aangeduid waarbij niet-stamcellen zich ontwikkelen tot andere celtypen en is dus een vorm van metaplasie. Transdifferentiatie vindt alleen onder bepaalde omstandigheden plaats. Als bijvoorbeeld de lens uit het oog van een salamander of een kip wordt verwijderd, transdifferentiëren cellen uit de iris om een nieuwe lens te vormen.